# Geopark Broumovsko
Geopark Broumovsko tvoří geologicky mimořádně cenné území, zahrnující rozsáhlou oblast Broumovska a Žacléřska v Královéhradeckém kraji v severovýchodních Čechách. Geopark a jeho aktivity řídí Společnost pro destinační management Broumovska o. p. s., založená v roce 2009 místními městy, obcemi a organizacemi za účelem udržitelného rozvoje cestovního ruchu při využití přírodního a kulturního potenciálu regionu.

## Geografická poloha
Geopark se rozkládá na území geomorfologických celků Broumovská vrchovina a Krkonoše. Jádro geoparku je totožné s Chráněnou krajinnou oblastí Broumovsko, celkově je však území geoparku podstatně větší, neboť navíc zahrnuje východní výběžky geomorfologického podcelku Krkonošské rozsochy na Žacléřsku a také okolí Radvanic, Malých Svatoňovic, Rtyně v Podkrkonoší a částečně i Hronova. Nejvyšším vrcholem na území Geoparku Broumovsko tak je Dvorský les (1036 m n. m.) v hlavním hřebeni Rýchor, jedna z krkonošských tisícovek. Dalšími dvěma tisícovkami geoparku jsou těstě při jeho západní hranici Mravenečník (1005 m n. m.) a vrchol Kutná (1002 m n. m.) poblíž Rýchorské boudy. Na severu, východě a jihovýchodě jsou hranice geoparku totožné s česko-polskou státní hranicí.

## Historie
Přípravy vzniku Geoparku Broumovsko byly zahájeny na podzim roku 2011. Následovalo vydávání informačních materiálů o tomto unikátním regionu a založení webových stránek. Na podzim roku 2014  česká Rada národních geoparků schválila žádost Geoparku Broumovsko o přiznání titulu kandidátský geopark. Po čtyřech letech splnil Geopark Broumovsko podmínky pro přiznání titulu „národní geopark" a v dubnu roku 2018 byl zástupcům Společnosti pro destinační management Broumovska předán příslušný certifikát, vydaný Ministerstvem životního prostředí České republiky.

## Poslání

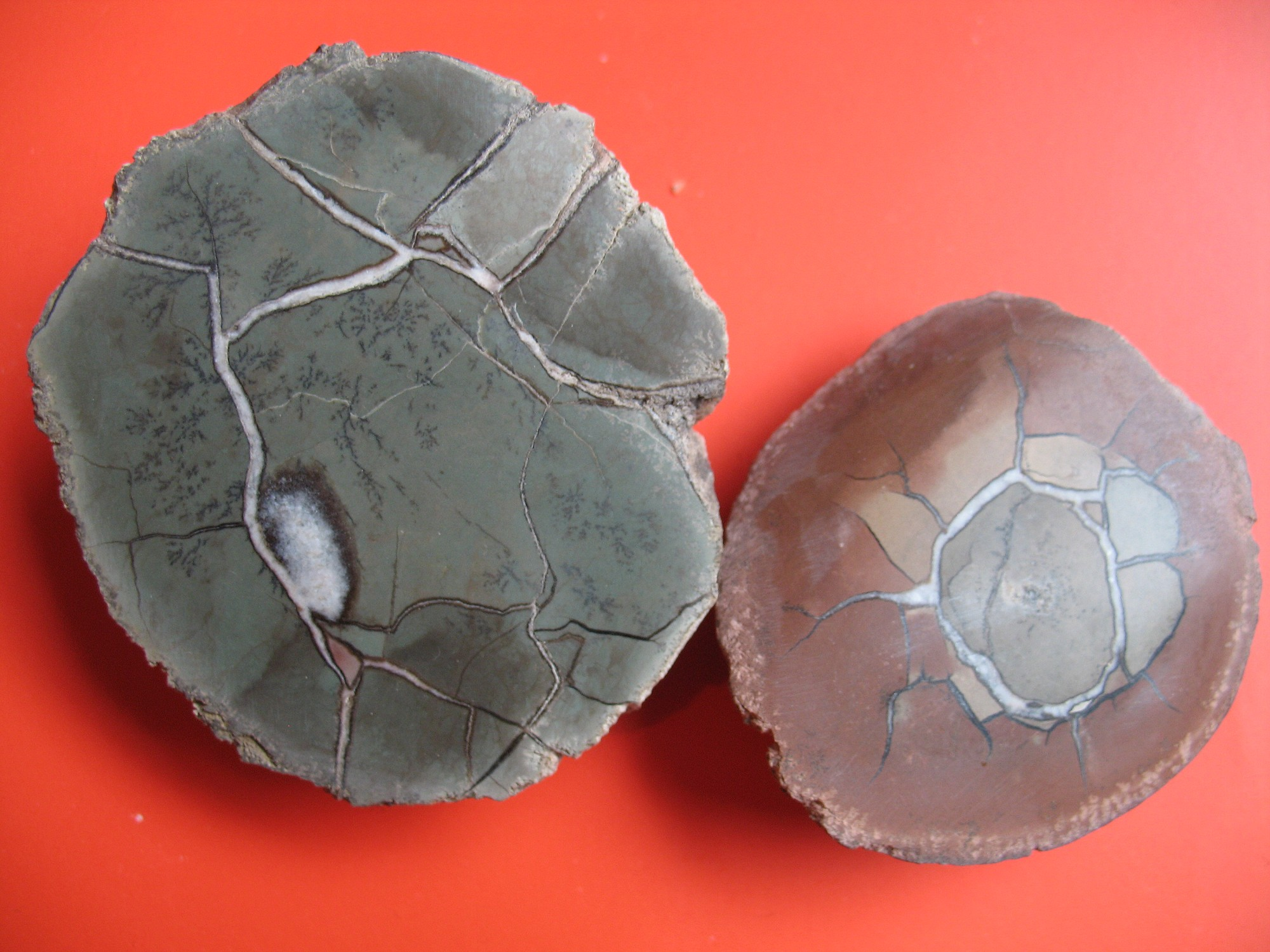
Septárie z Heřmánkovic

Jedním z hlavních úkolů správy geoparku je monitoring a ochrana místních přírodních, geologických, technických, kulturních, archeologických, historických a dalších památek, především ochrana jedinečného rázu krajiny tohoto regionu. S tím souvisí i popularizace a prezentace regionu jako atraktivní turistické oblasti a pořádání exkurzí a seminářů pro laickou a odbornou veřejnost, v neposlední řadě pro školní mládež. Důležitou podmínkou existence a rozvoje geoparku je zapojení místních samospráv a občanů, včetně podpory místní produkce a společenských a kulturních aktivit v dotčených obcích. 

## Zvláště chráněná území, geologické lokality a památky
Na území geoparku, které se z větší části překrývá s územím Chráněné krajinné oblasti Broumovsko a zasahuje i do východního výběžku Krkonošského národního parku, se nacházejí významné přírodní rezervace a přírodní památky. Mezi nejznámější patří národní přírodní rezervace Adršpašsko-teplické skály, stolová hora Ostaš se stejnojmennou přírodní rezervací či národní přírodní rezervace Broumovské stěny.
Významné jsou též pozůstatky důlní činnosti v tomto regionu, zejména doklady těžby černého uhlí v Žacléřsko-svatoňovické uhelné pánvi. Vyskytují se zde také četné kamenolomy, které jsou zajímavými geologickými a mineralogickými lokalitami, jako například lomy v Rožmitále u Broumova v Javořích horách, dále poblíž Meziměstí lom u Hynčic nebo lom Vižňov, Velký lom a lom Pasa u Hejtmánkovic, lom Kalabon u Bezděkova nad Metují, lom Božanov na východě u česko-polské státní hranice, opuštěný lom Libeč v západní části geoparku a mnohé další.

Neméně významné je i bohatství kulturních a architektonických památek v regionu Broumovska, které jsou rovněž předmětem zájmu managementu geoparku. Mezi těmito objekty vynikají zejména barokní kostely a kaple, z nichž některé jsou dílem Kiliána Ignáce Dientzenhofera, a další církevní památky. Pozoruhodné jsou také stavby lidové architektury, především výstavné usedlosti broumovského typu. 

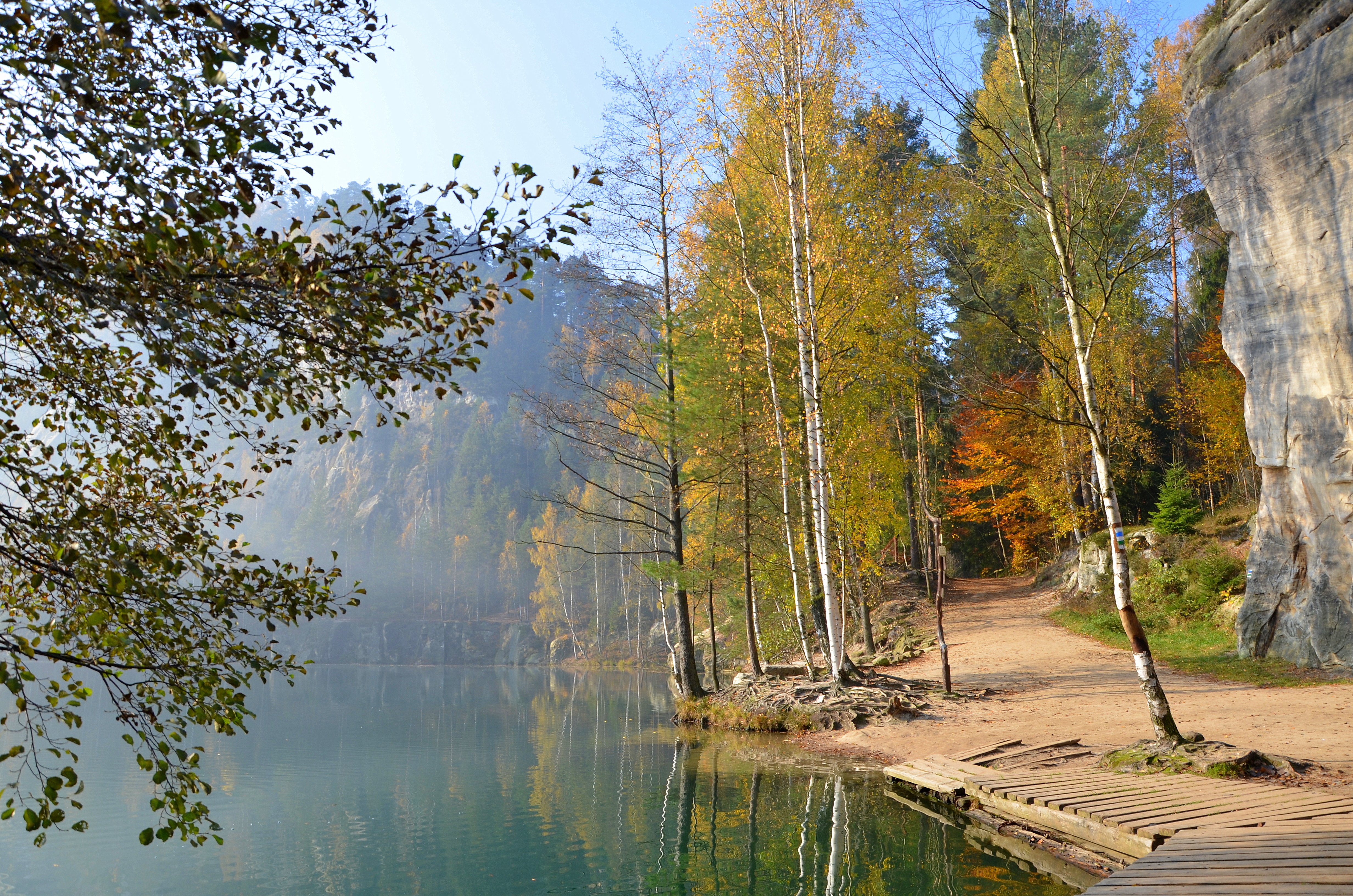
Adršpašské jezírko, vzniklé zatopením pískovcového lomu
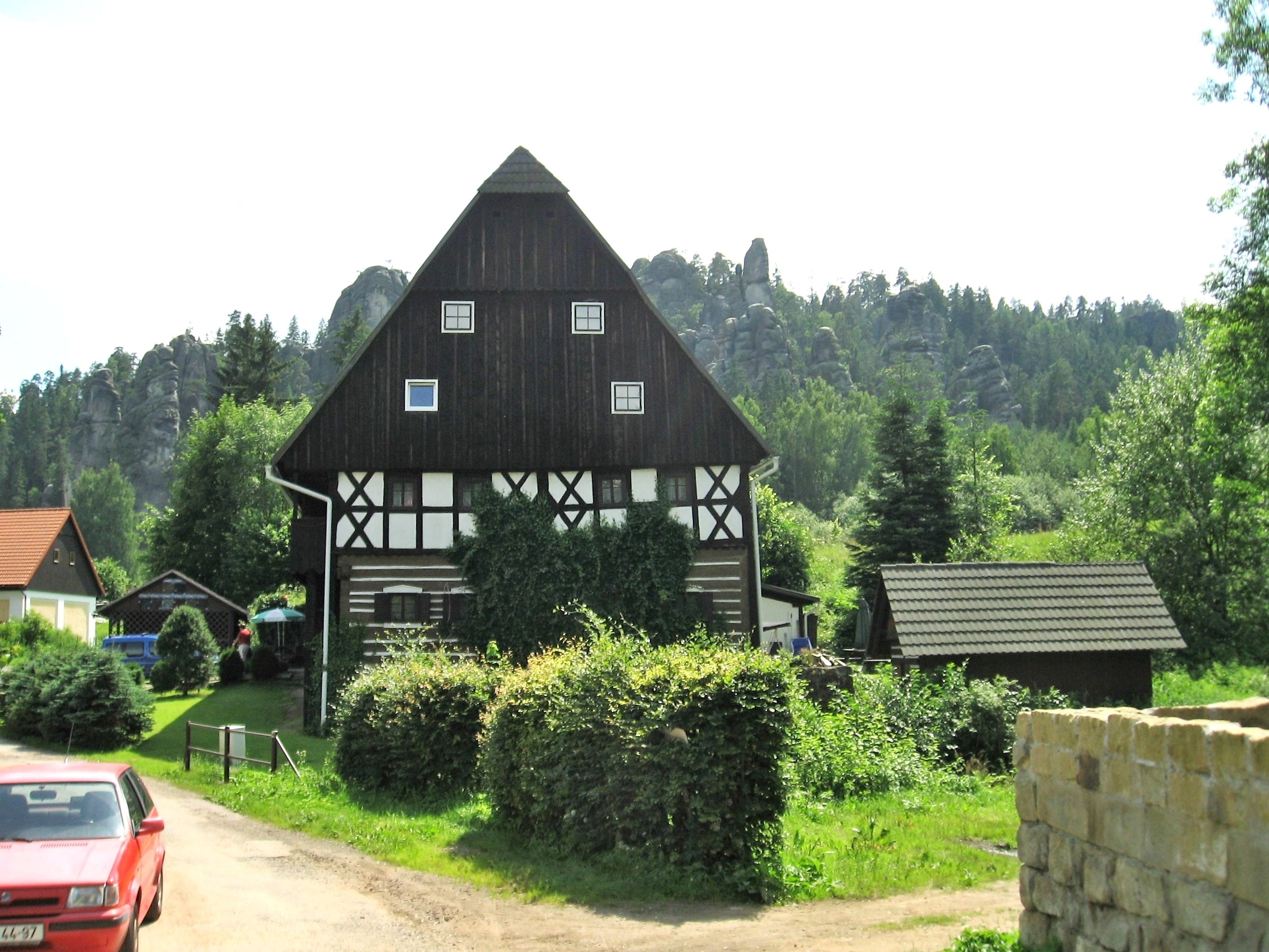
Umlaufův statek, bývalá rychta v Dolním Adršpachu
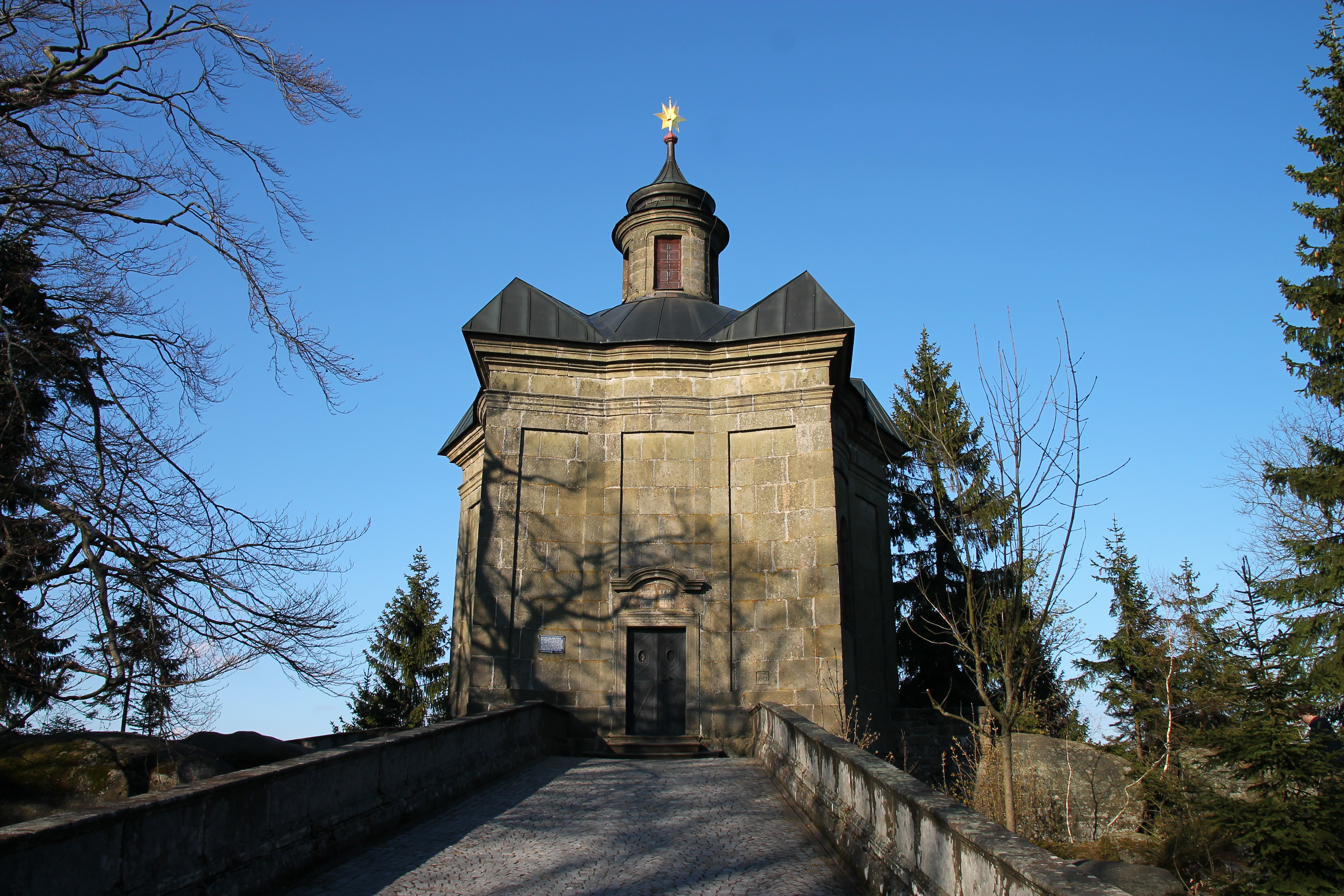
Kaple Panny Marie Sněžné na Hvězdě v Broumovských stěnách
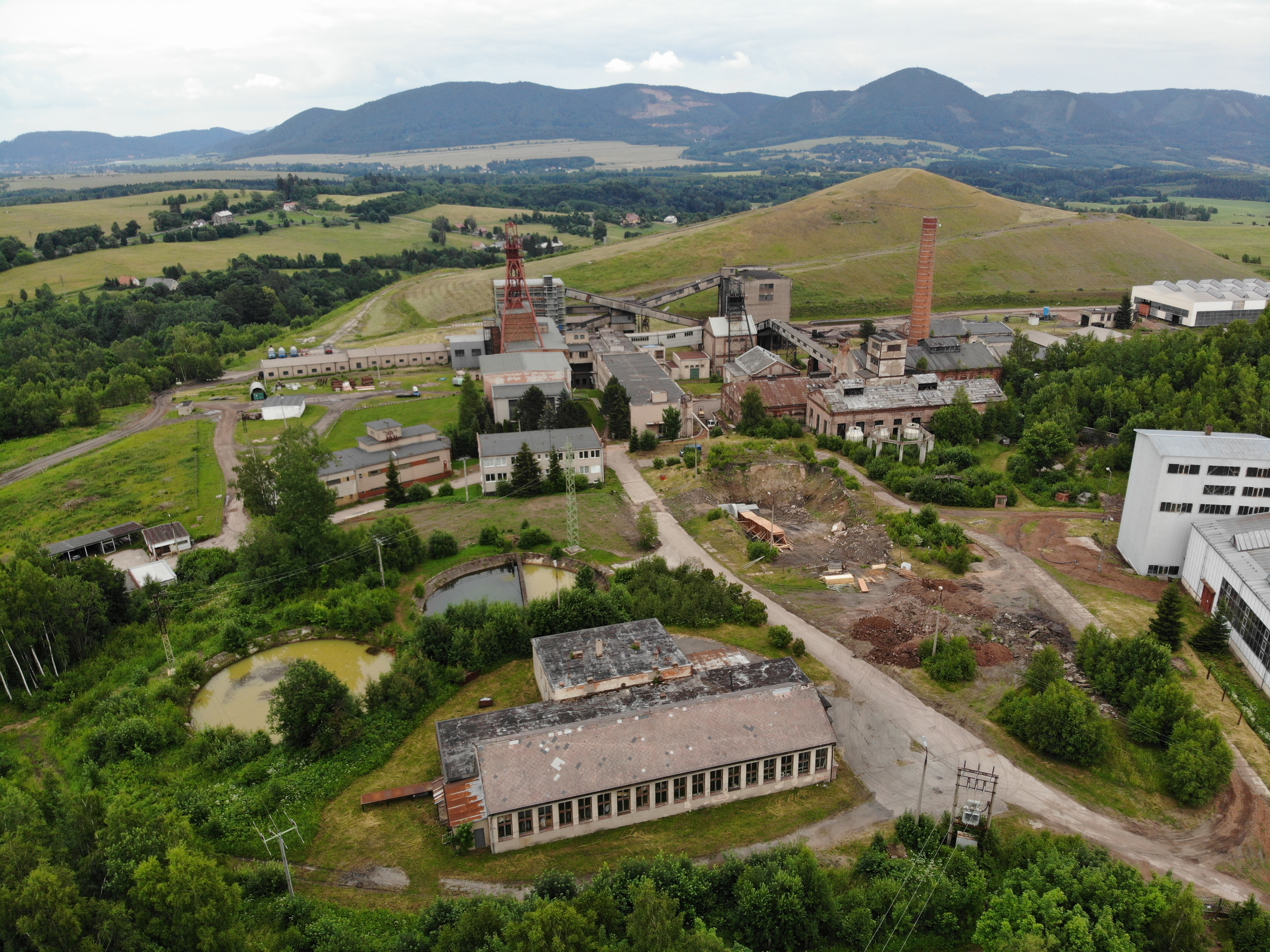
Areál Dolu Jan Šverma v Žacléři, hornický skanzen
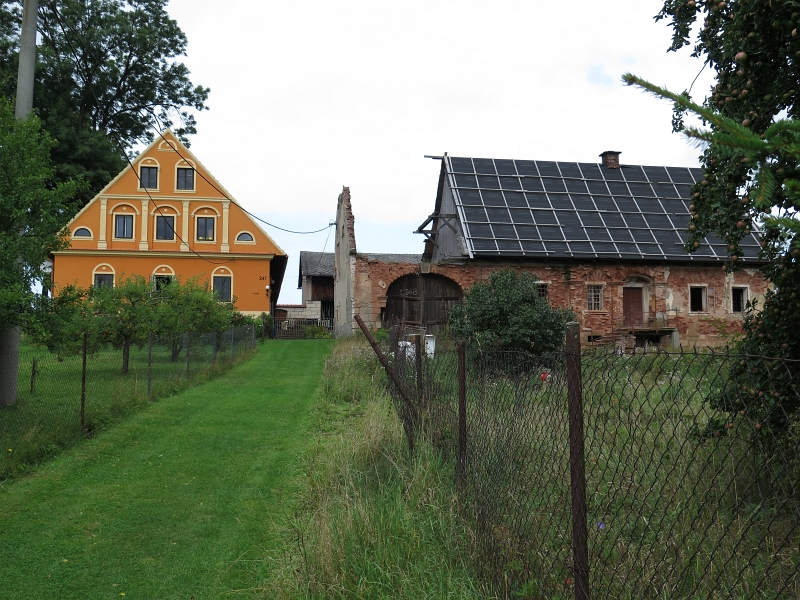
Jedna z usedlostí broumovského typu v obci Božanov
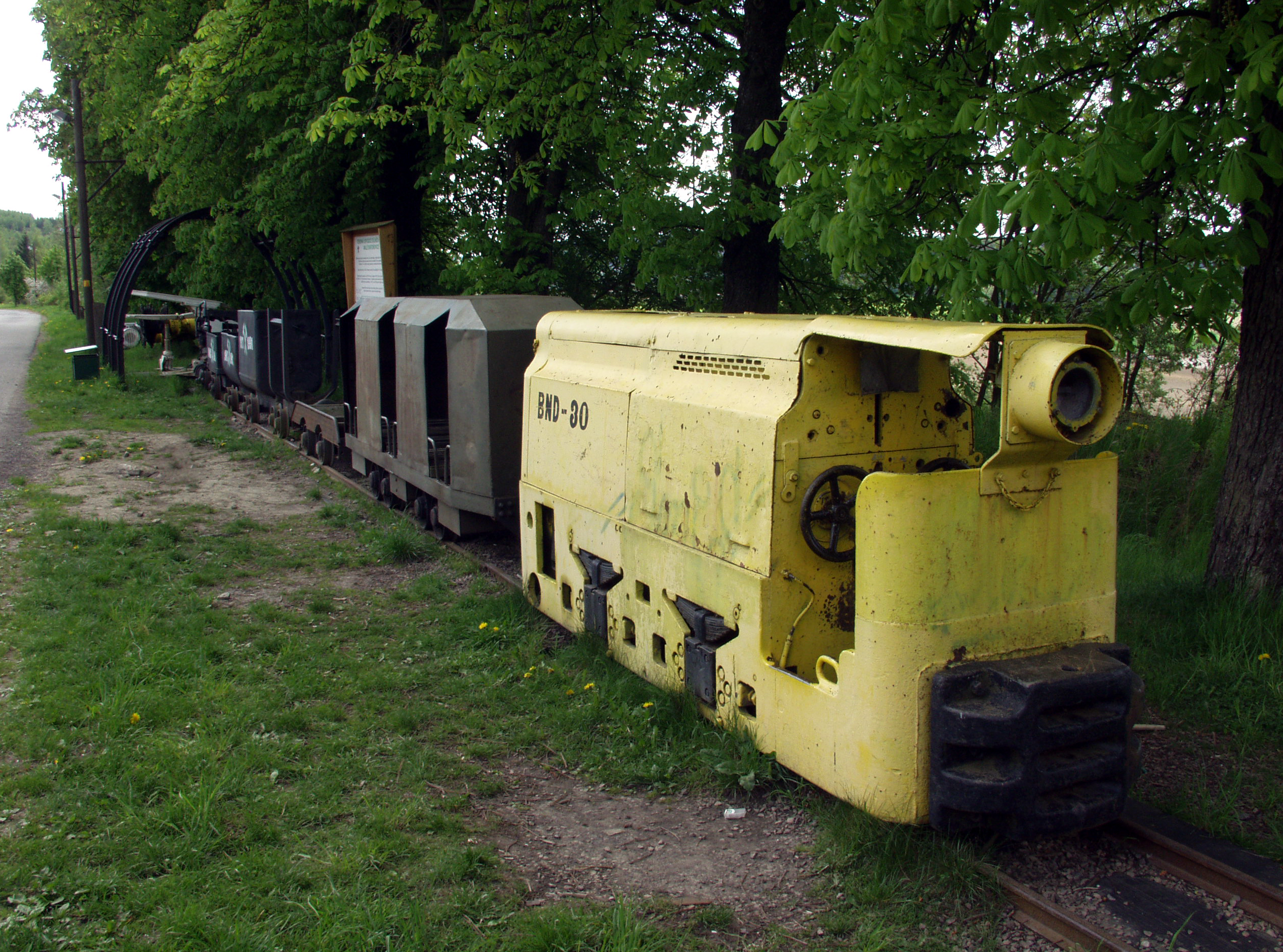
Expozice důlních strojů v Malých Svatoňovicích